# Sites touristiques du Var
Cette liste non exhaustive répertorie les Sites touristiques du Var dans la région Provence-Alpes-Côte d'Azur, en France, en suivant un classement par ordre alphabétique. 
- Haut – A
- B
- C
- D
- E
- F
- G
- H
- I
- J
- K
- L
- M
- N
- O
- P
- Q
- R
- S
- T
- U
- V
- W
- X
- Y
- Z

## A
| - Abbaye du Thoronet - Abbaye de La Celle - Aoubré l'Aventure-Nature - Amphithéâtre de Fréjus - Archipel des Embiez - Azur Park |

## B
| - Barrage de Malpasset - Basilique Sainte-Marie-Madeleine de Saint-Maximin-la-Sainte-Baume - Bessillon |

## C
| - Cathédrale Notre-Dame-de-la-Seds de Toulon - Cathédrale Saint-Léonce de Fréjus - Chapelle du Saint-Pilon - Chapelle Notre-Dame-de-Jérusalem (Fréjus) - Chapelle Notre-Dame de Spéluque - Chapelle Notre-Dame de Florielle - Chapelle Notre-Dame de la Pépiole - Chapelle Saint-Aygou - Chapelle Sainte-Brigitte du Reyran - Chapelle Saint-François de Paule - Chapelle Saint-Pierre de Roquebrune-sur-Argens - Chapelle Sainte-Roseline - Château d'Agay - Château de Beauregard - Château d'Entrecasteaux - Château de Hyères - Château de La Colle Noire - Château de Miraval - Château de la Moutte - Château de Saint-Amé - Château de Vins - Château Volterra - Château du Reclos - Cimetière marin de Saint-Tropez - Cimetière marin de Toulon - Cité épiscopale de Fréjus - Cuguyons |

## D
| - Domaine du Rayol |

## F
| - Fort Balaguier - Fort de Brégançon - Fort de l'Alycastre - Fort de l'Éguillette - Fort de l'Estissac - Fort Lamalgue - Fort de l'Éminence - Fort de Port-Man - Fort du Moulin (Port-Cros) - Fort Saint-Louis (Toulon) - Fort de Six Fours - Fortin de la Vigie |

## G
| - Gassin - Gorges du Verdon - Grand Laoutien - Grand Margès |

## H
- Haras de Gassin-Polo Club de Saint-Tropez
- Hong Hien pagode à Fréjus

## I
| - Îles d'Hyères - Île de Bagaud - Île de Bendor - Île des Embiez - Île des Vieilles - Île de la Redonne - Île du Grand Ribaud - Île du Grand Rouveau - Île du Levant - Île du Petit Ribaud - Île du Petit Rouveau - Îlot de la Gabinière |

## J
| - Jardin Alexandre 1er - Jardin botanique privé L'Hardy-Denonain - Jardin des papillons de l'Aoubré - Jardin d'oiseaux tropicaux |

## L
| - Lac de Carcès - Lac de Malpasset - Lac de l'Aréna - Lac de Quinson - Lac de Saint-Cassien - Lac de Sainte-Croix - Le Plantier de Costebelle - Le Lion de mer - Le Lion de terre |

## M
| - Massif de l'Esterel - Massif du Cap-Sicié - Massif de Siou-Blanc - Massif de la Sainte-Baume - Massif des Maures - Maurettes - Montagne Sainte-Victoire - Mont Faron - Mont Fenouillet - Monts toulonnais - Monastère Saint-Joseph du Bessillon - Mosquée de Toulon - Mosquée El Fatah de Frejus - Mosquée Missiri |

## N
| - Notre-Dame de Grâces |

## O
| - Opéra de Toulon |

## P
| - Parc zoologique de Fréjus - Parc animalier de l'Aoubré - Phare d'Agay - Phare du cap Bénat - Phare du cap Cépet - Phare du Grand Rouveau - Phare du Grand-Ribaud - Phare de Saint-Tropez - Phare du Titan - Phare du cap d'Arme - Phare du cap Camarat - Place de la Liberté - Plan de Canjuers - Pont de l’Artuby - Pont levant de La Seyne-sur-Mer - Porquerolles - Port-Cros et son parc national - Préalpes de Castellane - Presqu'île de Saint-Tropez |

## R
| - Rade de Toulon |

## S
- Saint-Tropez

## T
| - Tour royale |

## V
| - Villa Aurélienne - Villa Noailles - Villa l'Artaude |

## Z
| - Zoo du Mont Faron |